# Milla Jovovich
Milla Jovovich, rođena kao Milica Jovović (Kijev, 17. prosinca 1975.), američka glumica i model, ukrajinskog, ruskog i srpskog podrijetla. Osim glumom i manekenstvom, bavi se i glazbom te dizajniranjem odjeće.
Zapaženost je stekla romantičnim filmom Povratak u plavu lagunu iz 1991., nastavkom filma Plava laguna, dok je svjetsku slavu zadobila filmom Peti element i horor serijalom Resident Evil.

## Životopis

### Rani život i karijera modela
Rođena je u Kijevu 1975. godine kao Milica Jovović u obitelji srpskog liječnika Bogdana Jovovića i ruske kazališne glumice Galine Loginove.
Godine 1981. preselila se iz tadašnjeg Sovjetskog Saveza u London, a potom u SAD, gdje se obitelj naposljetku, smjestila u Los Angelesu. Roditelji su joj se uskoro razveli.
Veoma rano započela je karijeru modela. S jedanaest godina zapazio ju je fotograf Richard Avedon. U listopadu 1987. dobila je prvu naslovnicu u talijanskom časopisu Lei, a godinu kasnije potpisala je prvi profesionalni ugovor. Od tada, Milla se pojavila na mnoštvu naslovnica časopisa, a sudjelovala je i u kampanji brojnih brandova, poput Banana Republic, Christian Dior i Versace. Od 1998. godine reklamira L'Orealovu kozmetiku.

### Filmska karijera
Godine 1988. Milla je nastupila u svom prvom filmu, romantičnoj komediji "The Two Moon Junction". Prvu glavnu ulogu ostvarila je u filmu "Povratak u plavu lagunu" iz 1991., za koji je bila nominirana za najbolju mladu glumicu na Young Artist Awards.
Svjetsku slavu postigla je ulogom savršenog bića, Leeloo, u sf filmu Luca Bessona "Peti element".

## Privatni život
Godine 2009. udala se za scenarista i redatelja Paula Andersona s kojim je rodila djevojčicu Ever Gabo J. Anderson.

## Filmografija
| Godina | Film                                    | Uloga                    | Bilješke    |
| ------ | --------------------------------------- | ------------------------ | ----------- |
| 1988.  | Two Moon Junction                       | Samantha Delongpre       |             |
| 1991.  | Povratak u plavu lagunu                 | Lilli Hargrave           |             |
| 1992.  | Kuffs                                   | Maya Carlton             |             |
| 1992.  | Chaplin                                 | Mildred Harris           |             |
| 1993.  | Munjeni i zbunjeni                      | Michelle Burroughs       |             |
| 1997.  | Peti element                            | Leeloo                   |             |
| 1998.  | He Got Game                             | Dakota Burns             |             |
| 1999.  | The Messenger: The Story of Joan of Arc | Joan of Arc              |             |
| 2000.  | The Claim                               | Lucia                    |             |
| 2001.  | The Million Dollar Hotel                | Eloise                   |             |
| 2001.  | Zoolander                               | Katinka Ingabogovinanana |             |
| 2002.  | Resident Evil                           | Alice                    |             |
| 2002.  | You Stupid Man                          | Nadine                   |             |
| 2003.  | Dummy                                   | Fangora "Fanny" Gurkel   |             |
| 2003.  | No Good Deed                            | Erin                     |             |
| 2004.  | Resident Evil: Apokalipsa               | Alice                    |             |
| 2005.  | Caligula                                | Drusilla                 | kratki film |
| 2006.  | Ultraviolet                             | Violet Song jat Shariff  |             |
| 2007.  | .45                                     | Kat                      |             |
| 2007.  | Resident Evil: Istrebljenje             | Alice                    |             |
| 2008.  | The Palermo Shooting                    | Ona sama                 |             |
| 2009.  | A Perfect Getaway                       | Cydney Anderson          |             |
| 2009.  | The Fourth Kind                         | Dr. Abigal Tyler         |             |
| 2009.  | Azazel                                  | Amalia Bezhetskaya       |             |
| 2010.  | Resident Evil: Drugi svijet             | Alice                    |             |
| 2012.  | Resident Evil: Odmazda                  | Alice                    |             |